# 몬테 체네리
몬테 체네리(이탈리아어: Monte Ceneri)는 스위스 티치노주의 산길이다. 해발 554m 높이의 루가노 프레알프스를 가로질러 마가디노 평원과 데베조 계곡을 연결한다. 몬테 체네리는 벨린초나와 루가노 사이의 가장 직접적인 경로를 제공한다. 그 명서 높은 이름에도 불구하고(몬테는 이탈리아어로 ‘산’을 뜻함), 몬테 체네리는 몬테 타마로와 카모게 사이의 산마루에서 가장 낮은 지점이다.
A2 고속도로를 위한 몬테 체네리 도로 터널과 고트하르트 철도를 위한 몬테 체네리 철도 터널이 몬테 체네리 아래로 두 개의 터널이 뚫렸다. 새로운 철도 터널인 체네리 베이스 터널이 2020년에 개통되었으며, 벨린초나 근처의 카모리노와 루가노 근처의 베치아를 연결한다.
고개는 몬테 체네리와 루가노 지역에서 최근 생성된 시정촌에 위치하고 있다. 몬테 체네리 송신소는 고개 가까이에 있다.
몬테 체네리의 북쪽에 있고 티치노강 계곡과 벨린초나 및 로카르노 시를 포함하는 티치노의 광역권 부분은 종종 소포라체네리(Sopraceneri, 체네리 위)라고 부른다. 루가노, 멘드리시오, 키아소를 포함하는 남쪽의 작은 부분은 소토체네리(Sottoceneri, 체네리 아래)라는 이름을 사용한다.

## 같이 보기
- NRLA